# José Maria Botelho de Vasconcelos
Pour les articles homonymes, voir Botelho et De Vasconcelos.
Ne doit pas être confondu avec José Vasconcelos ou José Mauro de Vasconcelos.
José Maria Botelho de Vasconcelos, né le 24 mars 1950 à Malanje, est un homme politique angolais.
Il est ministre angolais du Pétrole de 1999 à 2002 puis ministre de l’Énergie et de l’Eau de 2002 à 2008. Il est de nouveau nommé ministre du Pétrole en 2008.
Il est cité dans l'affaire des Panama Papers en avril 2016.